# يوهو كوستي بآسيكيفي
يوهو كوستي بآسيكيفي (Juho Kusti Paasikivi؛ هامينكوسكي، 27 نوفمبر 1870 - هلسنكي، 14 ديسمبر 1956) الرئيس الفنلندي السابع تولى منصبه بين عامي 1946 و1956. كما تولى رئاسة الوزراء سنة 1918 وبين عامي 1944–1946.
و كان عموماً شخصية مؤثرة في الاقتصاد والسياسة الفنلندية على مدى خمسين عاماً. يذكر خاصة بأنه مهندس رئيسي للسياسة الفنلندية الخارجية بعد الحرب العالمية الثانية.
وُلد باسم يوهان غوستاف هلستن سنة 1870 في بلدة هامينكوسكي بإقليم بايات هامي جنوب البلاد.
ابناً للتاجر أوغست هلستن، وكارولينا فيلهلمينا سيلين. فنلد اسمه إلى يوهو كوستي بآسيكيفي في عام 1885.

## بداية حياته ومسيرته السياسية
تـَيـَتـّم بآسيكيفي بسن الرابعة عشرة فكفلته عمته. بآسيكيفي شاباً كان رياضياً متحمساً ولاعب جمباز. تلقى معظم تعليمه الابتدائي في هامينلينا، حيث أظهر نهماً مبكراً للقراءة، وكان تلميذ الأفضل في صفه. دخل جامعة هلسنكي في عام 1890، متخرجاً بدرجة البكالوريوس في 1892، وكمحام عام 1897. في تلك السنة تزوج من زوجته الأولى، آنا ماتيلدا فورسمان (1869-1931). رزقوا بأربعة أبناء: أنيكي (1898-1950)، فيلامو (1900-1966)، يوهاني (1901-1942)، وفارما (1903-1941). في عام 1901، نال بآسيكيفي الدكتوراه في القانون وأستاذاً مشاركاً للقانون الإداري في جامعة هلسنكي 1902-1903.
غادر هذا المنصب ليصبح مديراً عاماً لخزانة دوقية فنلندا الكبرى، وظل بهذا المنصب حتى سنة 1914. تنقل بآسيكيفي طيلة حياته بالغاً بين دوائر فنلندا السياسية الداخلية. أيد مزيداً من الحكم الذاتي وحكومة فنلندية (مجلس الشيوخ) مستقلة، وقاوم نوايا روسيا للسلفنة بجعل الروسية اللغة الرسمية الوحيدة في كافة أنحاء الإمبراطورية الروسية. ومع ذلك انتسب إلى الفنومانية الأكثر امتثالاً، معارضاً خطوات راديكالية قد يؤدي إلى نتائج عكسية والتي قد ينظر إليها الروس على أنها عدوانية. خدم بآسيكيفي عضواً في البرلمان عن الحزب الفنلندي 1907-1909 و1910-1913. وشغل منصب عضو في مجلس الشيوخ 1908-1909، ورئيساً لقسم الشؤون المالية.

## الاستقلال والحرب الأهلية
خلال الحرب العالمية الأولى بدأت الشكوك تساور بآسيكيفي حول خط الحزب الفنوماني المطاوع. في عام 1914، قدم استقالته منصبه في الخزانة، كما تنحى عن منصبه عضواً في البرلمان، ترك بآسيكيفي الحياة العامة ومنصبه. أصبح مديراً عاماً لأحد المصارف، وبقي بهذا المنصب حتى عام 1934. كما عمل بآسيكيفي عضوا في مجلس مدينة هلسنكي 1915-1918.
بعد ثورة فبراير في روسيا عام 1917، عـُيين بآسيكيفي بالجنة التي بدأت في صياغة تشريعات جديدة لدوقية كبري حديثة. أيـّد في البداية مزيداً من الحكم الذاتي داخل الإمبراطورية الروسية، معارضاً الاشتراكيين الديموقراطيين في مجلس الشيوخ ائتلافي، الذي ناضل عبثاً من أجل حكم ذاتي أبعد مدى، ولكن بعد ثورة أكتوبر البلشفية دافع بآسيكيفي عن الاستقلال التام - وإن كان في شكل ملكية دستورية.

## روابط خارجية
- يوهو كوستي بآسيكيفي على موقع IMDb (الإنجليزية)
- يوهو كوستي بآسيكيفي على موقع الموسوعة البريطانية (الإنجليزية)
- يوهو كوستي بآسيكيفي على موقع مونزينجر (الألمانية)
- يوهو كوستي بآسيكيفي على موقع ميوزك برينز (الإنجليزية)
- يوهو كوستي بآسيكيفي على موقع أوليمبيديا (الإنجليزية)